# Thảm sát trường học Nam Bình
Vụ thảm sát trường học Nam Bình (tiếng Trung: 福建南平校园惨案) xảy ra tại trường tiểu học ở thành phố Nam Bình, tỉnh Phúc Kiến, Trung Quốc, thủ phạm là một người đàn ông đã dùng dao sát hại 8 trẻ em và làm 5 trẻ em khác bị thương. Vụ việc xảy ra vào ngày 23 tháng 3 năm 2010, khoảng 7:20 sáng theo giờ địa phương. Đây là vụ tấn công trường học đầu tiên của Trung Quốc năm 2010. Hung thủ sau đó đã thú nhận hành vi phạm tội, nói với cảnh sát điều tra rằng "cuộc sống thật vô nghĩa".

## Sự cố và thương vong
Những trẻ em đã bị tấn công bên ngoài cổng trường bởi một người đàn ông vào lúc 7:20 sáng theo giờ địa phương (UTC+08:00). Trước khi vụ tấn công xảy ra, quy định của trường là đóng cổng cho đến khi trường học bắt đầu lúc 7:30 sáng. Thủ phạm đã bị giáo viên, nhân viên bảo vệ cùng người dân bắt giữ ngay tại hiện trường. Trong số tám nạn nhân tử vong, ba học sinh chết tại hiện trường và năm học sinh tử vong ở bệnh viện. Những nạn nhân tử vong bao gồm bốn nam và bốn nữ.
Ngôi trường có khoảng 2.000 học sinh, đóng cửa vào ngày 23 tháng 3 và mở cửa trở lại vào ngày hôm sau.

## Hung thủ
Trịnh Dân Sinh (30 tháng 4 năm 1968 – 28 tháng 4 năm 2010), trước đây từng làm bác sĩ, đã nghỉ việc. Hãng thông tấn AP đưa tin, một quan chức chính quyền thành phố Nam Bình từ chối nêu tên, thủ phạm có tiền sử về các vấn đề sức khỏe tâm thần. Trịnh Dân Sinh sau đó nói với cảnh sát điều tra rằng "cuộc sống thật vô nghĩa", và thú nhận hành vi phạm tội. Trịnh bị viện kiểm sát tỉnh buộc tội cố ý giết người.
Tại phiên tòa, cảnh sát tuyên bố Trịnh Dân Sinh không có tiền sử bệnh tâm thần, trái ngược với các cáo buộc trước đó. Trịnh nói rằng thực hiện vụ tấn công sau khi bị một cô gái từ chối tình cảm và phải chịu "sự đối xử bất công" từ gia đình giàu có của cô gái. Anh ta bị kết tội và tuyên án tử hình vào ngày 8 tháng 4 năm 2010. Trịnh Dân Sinh bị xử bắn hai mươi ngày sau đó.

## Nạn nhân
- Kha Thúy Đình – 柯翠婷 (5 tuổi)
- Trần Sở Ninh – 陈楚柠 (5 tuổi)
- Âu Dương Vũ Hào – 欧阳宇豪 (4 tuổi)
- Hoàng Thư Tiệp – 黄舒婕 (4 tuổi)
- Bành Phi – 彭飞 (7 tuổi)
- Trần Giai Tuệ – 陈佳慧 (2 tuổi)
- Chu Vũ Tiếu – 周雨笑 (4 tuổi)
- Hầu Truyện Kiệt – 侯传杰 (7 tuổi)